# Tin Roof Blues
Tin Roof Blues (с англ. — «Блюз жестяной крыши») — джазовая композиция, впервые записанная в 1923 году бэндом «New Orleans Rhythm Kings». Авторами композиции являются Пол Марс, Бен Поллак, Мел Стицел, Джордж Брунис и Леон Рапполо. Мелодия стала джазовым стандартом, являлась одной из наиболее записываемых и часто исполняемых среди композиций традиционного джаза.

## Происхождение
Первая запись была осуществлена 13 марта 1923 на Gennett Records в Ричмонде штат Индиана, как сингл на пластинке Gennett 78 5105-A, матрица 11359, за авторством New Orleans Rhythm Kings, ранее известными как «The Friar’s Society Orchestra». На стороне Б (5105-B) была запись «That’s Plenty» . Также сохранились три альтернативные версии, записанные во время этой сессии, как часть производственного процесса. Соло на оригинальных записях содержали меньше импровизаций, что характерно для раннего джаза. Соло Бруниса и Рапполо были схожими, но при этом заметно отличались на каждой из трех версий.
Ноты были изданы Melrose Brothers Music Company в Чикаго, основанной Уолтером Мелроузом, который написал слова для песни, и его братом, Лестером Мелроузом. Обложка нот иллюстрировала «Tin Roof Café Dance Hall» на Уошингтон-Авеню в Новом Орлеане, и имена композиторов как участников группы: Пола Мареша, Бена Поллака, Мэла Стицеля, Джорджа Бруниса и Леона Рапполо.

## Известные записи
«Tin Roof Blues» является одним из наиболее записываемых джазовых стандартов. Луи Армстронг и «All Stars» записали песню на Columbia Records, которую позже перевыпустили изданием «Columbia Hall of Fame Series». Другие известные записи были сделаны:
Джелли Роллом Мортоном в 1924, Тедом Льюисом, Джо «King» Оливером и его «Dixie Syncopators» в 1928, Wingy Manone, Сидни Бечетом, Рэем Энтони, Аль Хиртом, Джонни Минсом, Рэем Прайсом, Роем Элдриджем, Филом Наполеоном, Хербом Эллисом, Тедом Хитом, Флойдом Крамером и Гарри Конником младшим.